# Тюзи
Тюзи́ (фр. Tuzie) — коммуна во Франции, находится в регионе Пуату — Шаранта. Департамент — Шаранта. Входит в состав кантона Вильфаньян. Округ коммуны — Конфолан.
Код INSEE коммуны — 16391.
Коммуна расположена приблизительно в 360 км к юго-западу от Парижа, в 70 км южнее Пуатье, в 37 км к северу от Ангулема.
Тюзи — один из немногих населённых пунктов Шаранты, где нет своей церкви.

## Население
Население коммуны на 2008 год составляло 146 человек.
| 1962 | 1968 | 1975 | 1982 | 1990 | 1999 | 2008 |
| ---- | ---- | ---- | ---- | ---- | ---- | ---- |
| 127  | 118  | 110  | 107  | 113  | 120  | 146  |

## Экономика
В 2007 году среди 91 человека в трудоспособном возрасте (15—64 лет) 62 были экономически активными, 29 — неактивными (показатель активности — 68,1 %, в 1999 году было 62,2 %). Из 62 активных работали 57 человек (30 мужчин и 27 женщин), безработных было 5 (1 мужчина и 4 женщины). Среди 29 неактивных 6 человек были учениками или студентами, 13 — пенсионерами, 10 были неактивными по другим причинам.